# Frederikshavn FOX Team Nord
Frederikshavn FOX Team Nord, (tidl. FOX Team Nord) var et damehåndboldhold der i sine bedste dage spillede i Dameligaen. På en licens fra Frederikshavn forenede Idrætsklubber. Klubben har tidligere spillet i både ligaen og 1. division, men en konkurs sendte holdet ned i 3. division.  Holdet var en fusionsklub da Frederikshavn FI og LSU Sæby i 2001 blev enige om at lave et nordjysk flagskib indenfor damehåndbold.
Holdet blev drevet af selskabet Fox Team Nord ApS, som igen ejes af Team Nord Håndbold ApS.
I sæsonen 2008-09 har holdet via en 2. plads i 1. division spillet sig frem til oprykningsspil.
Holdet har en kedelig rekord i dansk kvindehåndbold som de satte i marts 2008. Her måtte de se i øjnene at de inden for 8 år, er rykket ned fra den bedste danske række 4 gange. Men det rystede ikke holdet, for allerede året efter var de igen i gang med at spille om oprykning til dameligaen, da de kom ud i play-off kampe mod SønderjyskE. Efter 3 kampe havde SønderjyskE sikret sig endnu en sæson i dameligaen, og FOX måtte blive i 1. division i sæsonen 2009-10. I Marts 2010 blev klubben endegyldigt erklæret konkurs. 

## Økonomi
Den 4. maj 2009 kunne TV2/Nord berette om alvorlige økonomiske problemer for holdet, men formand Pia Vanggaard ville ikke kommentere klubbens økonomiske situation. 3 uger efter kunne bestyrelsesmedlem John Christensen i Fox Team Nord ApS så fortælle, at klubben var halvvejs med at sikre økonomien for den kommende sæson.
24. marts 2010 indgav klubben konkursbegæring med det resultat, at holdet udtrådte af rækken den 25. marts 2010 og starter i 3. division i 2010/11-sæsonen. 

## Tidligere resultater
| Sæson     | Række          | Nummer | Note                                              |
| --------- | -------------- | ------ | ------------------------------------------------- |
| 2009/2010 | 1. division    | 14     | Nr. 14 pga. konkurs. Nedrykning til 3. division ' |
| 2008/2009 | 1. division    | 2      | Oprykningsspil                                    |
| 2007/2008 | Håndboldligaen | 12     | Direkte nedrykning                                |
| 2006/2007 | 1. division    | 1      | Direkte oprykning                                 |
| 2005/2006 | Håndboldligaen | 11     | Direkte nedrykning                                |
| 2004/2005 | 1. division    | 2      | Oprykningsspil                                    |
| 2003/2004 | Håndboldligaen | 11     | Direkte nedrykning                                |